# Guillaume Guidé
Guillaumé Guidé, né le 7 avril 1859 à Liège et mort le 19 juillet 1917 à Bruxelles, est un hautboïste, compositeur et directeur de théâtre belge.

## Biographie
Formé au Conservatoire royal de Liège avec la génération d'Eugène Ysaÿe et de son frère Théo, Guillaume Guidé reçoit un premier prix de hautbois dans la classe d'Alphonse Romedenne à 16 ans et remporte une médaille de vermeil en 1877. Il rejoint alors l'orchestre de l'Association artistique d'Angers, cofondée par Jules Bordier et le comte Louis de Romain, réputée pour sa programmation novatrice et dont le compositeur Charles Gounod est président d'honneur. 
Repéré par Peter Benoit, il est invité en 1884 par François-Auguste Gevaert, directeur du Conservatoire royal de Bruxelles et inspecteur du Théâtre royal de la Monnaie, à occuper un poste de professeur au Conservatoire ainsi que les postes de hautbois solo à La Monnaie et aux Concerts populaires.
Surnommé le "poéte de l'hautbois" [sic] par Richard Strauss, il est considéré à travers l'Europe comme un virtuose d'exception.
Lié avec les milieux d'avant-garde , Guillaume Guidé s'implique dans le Cercle des XX (1884-1893) et La Libre Esthétique (1894-1914) fondés à Bruxelles par Octave Maus, personnalité incontournable de la vie musicale bruxelloise de cette période. Au cours de ces séances, Guillaume Guidé se passionne pour les compositions belges, françaises mais également russes contemporaines.
Avec Eugène Ysaÿe et Maurice Kufferath, Guillaume Guidé participe à la création des Concerts Ysaÿe, série de concerts axés sur la programmation originale et éclectique d'œuvres symphoniques de compositeurs tels que Beethoven, Schubert, Brahms, Grieg, Wagner ou encore des Liégeois César Franck et Sylvain Dupuis.
Pour son talent d'interprète et d'organisateur de concerts, Guillaume Guidé se voit offrir en 1900 le poste de directeur du Théâtre de la Monnaie avec Maurice Kufferath. Il occupera cette fonction jusqu'au début de la Première Guerre mondiale, période considérée comme l'une des plus novatrices de l'histoire de l'institution. Surchargé par cette occupation, il diminue progressivement ses activités d'interprète et de professeur au Conservatoire, charge qu'il abandonnera définitivement en 1910.

## Sources
- Cornaz M. et Herlin D., "Yvonne Guidé et l'avant-garde musicale à Bruxelles", In Monte Artium, 2 (2009), p. 35-61. Cet article est consultable sur www.academia.edu
- Reding-Piette J. et Dulac S., 2 pianos, une vocation, Bruxelles, La Longue vue, DL. 1992,  (ISBN 2-87121-042-X)
- Simon Y., L'Association artistique d'Angers (1877-1893), histoire d'une société de concerts populaires, suivie du répertoire des programmes des concerts, Paris, Société française de musicologie, 2006
- Verdeghem S., «"Le poète du hautbois". Guillaume Guidé (1859-1917)», The Double Reed, vol. 31/1 (2008), 121-4
- Fonds Janine Reding-Piette conservé à la Bibliothèque royale de Belgique